# Acranthera
Acranthera é um género botânico pertencente à família Rubiaceae.

## Sinônimos
- Androtropis, Gonyanera, Psilobium

## Espécies
- Acranthera abbreviata
- Acranthera anamallica
- Acranthera athroophlebia
- Acranthera atropella
- Acranthera aurantiaca
- Acranthera axilliflora
- Lista completa